# 尹畯相
尹畯相（韓語：윤준상，1987年11月20日—），韩国围棋职业九段棋手。来自权甲龙围棋道场，2001年升入初段，2007年3月16日晋升五段、3月28日晋升六段，2008年升為七段，2010年升為八段，2011年升為九段。
2007年曾与李昌镐在国手战和王位战大战十番棋，2比3获王位战亚军，3比1夺得第50届国手战冠军（第一个冠军头衔）。
2008年代表韩国在农心杯赛上第2个出场。第51届国手战亚军。
2009年获得LG杯本赛种子名额。第一届BC信用卡盃世界圍棋公開賽淘汰王檄进入本赛后连胜金秀壮、罗洗河，进入16强后负于曹薰铉。
第7届LG盃本赛第1轮胜罗马尼亚棋手，打入第11届和第12届LG盃本赛均首轮遭淘汰，将参加第14届LG盃本赛。
打入第10届、第11届和第13届三星保險杯本赛均首轮遭淘汰。